# Carlos Véliz
Carlos Véliz (ur. 12 sierpnia 1987) – kubański lekkoatleta specjalizujący się w pchnięciu kulą.
Szósty zawodnik mistrzostw świata juniorów (2006). W 2007 zdobył brązowy medal igrzysk panamerykańskich, a rok później odpadł w eliminacjach na igrzyskach olimpijskich w Pekinie. Mistrz Ameryki Środkowej i Karaibów z 2009. Nie udało mu się awansować do finału mistrzostw świata w 2009. W 2010 był trzeci na mistrzostwach ibero-amerykańskich, a w 2011 wystąpił w finale mistrzostw świata oraz zdobył srebro igrzysk panamerykańskich. Wicemistrz ibero-amerykański z 2012 roku. 
Rekordy życiowe: stadion – 20,76 (25 października 2011, Guadalajara); hala – 19,74 (25 lutego 2012, Sabadell). 

## Osiągnięcia
| Rok  | Impreza                                  | Miejsce        | Lokata            | Wynik |
| ---- | ---------------------------------------- | -------------- | ----------------- | ----- |
| 2006 | Mistrzostwa świata juniorów              | Pekin          | 6. miejsce        | 19,76 |
| 2007 | Igrzyska panamerykańskie                 | Rio de Janeiro | 3. miejsce        | 19,75 |
| 2008 | Igrzyska olimpijskie                     | Pekin          | el. – 24. miejsce | 19,58 |
| 2009 | Mistrzostwa Ameryki Środkowej i Karaibów | Hawana         | 1. miejsce        | 20,10 |
| 2009 | Mistrzostwa świata                       | Berlin         | el. – 24. miejsce | 19,62 |
| 2010 | Mistrzostwa ibero-amerykańskie           | San Fernando   | 3. miejsce        | 20,20 |
| 2011 | Mistrzostwa świata                       | Taegu          | 12. miejsce       | 19,70 |
| 2011 | Igrzyska panamerykańskie                 | Guadalajara    | 2. miejsce        | 20,76 |
| 2012 | Halowe mistrzostwa świata                | Stambuł        | el. – 13. miejsce | 19,64 |
| 2012 | Mistrzostwa ibero-amerykańskie           | Barquisimeto   | 2. miejsce        | 19,97 |
| 2012 | Igrzyska olimpijskie                     | Londyn         | el. – 33. miejsce | 18,57 |